# Kraljevski apartmani
Kraljevski apartmani (eng.: Imperial Bedrooms) je roman Breta Eastona Ellisa iz 2010. godine, nastavak njegova debitantskoga romana Manje od nule iz 1985. godine. Radnja opet prati Claya, koji je sada hollywoodski scenarist, ali i ostale važnije likove iz Manje od nule. Za razliku od ranijeg romana, Kraljevski apartmani ima elemente metafikcije, tako da Clay više puta spominje kako su događaji iz Manje od nule donekle istiniti, te ih je njegov poznanik "pisac" objavio. Za razliku od ranijih djela Breta Eastona Ellisa, Kraljevski apartmani su mnogo više orijentirani na samu radnju i zaplet. Vidljiv je utjecaj noira u stilu Raymonda Chandlera.